# Катастрофа на DC-9 на „Доминикана де Авиасион“ през 1970 г.
На 15 февруари 1970 г. пътническият самолет „Макдонал Дъглас DC-9-32“, който изпълнява международен полет на „Доминикана де Авиасион“ от международното летище „Лас Америкас“, Санто Доминго, Доминиканската република, до международното летище „Луис Муньос Марин“, Сан Хуан, Пуерто Рико, се разбива в Карибско море малко след излитане. Преди катастрофата екипажът обявява извънредна ситуация, съобщава на ръководителите на полети, че десният двигател губи мощност и спира, след което поисква незабавно да се върне на летището. В инцидента загиват всички 102 души на борда на машината.
Веднага след катастрофата авиокомпанията преустановява работа и четирима от механиците ѝ са арестувани. Освен това Федералната авиационна администрация забранява на самолети на „Доминикана де Авиасион“ да летят до Съединените американски щати. Въпреки опасенията за терористична атака разследването заключава, че причината за катастрофата е последователна повреда на двата двигателя, причинена от замърсяване на горивото поради навлизане на вода в него. В претърсването на останките не са открити записващото устройство за глас в пилотската кабина и това за полетни данни.
Забраната за полети е отменена по-късно през годината, след като авиокомпанията наема друг самолет DC-9, който се управлява от екипажи на испанската авиокомпания „Иберия“. „Доминикана де Авиасион“ оперира до 1995 г., когато правителството на Хоакин Балагер я принуждава да спре услугите си за неопределено време, като официално прекратява всички дейности през 1999 г. Това е най-смъртоносната авиационна катастрофа в Доминиканската република до катастрофата при полет 301 на „Биргенеър“ през 1996 г. в Карибско море, когато загиват 189 души.